# Laubierpholoe maryae
Laubierpholoe maryae är en ringmaskart som beskrevs av Pettibone 1992. Laubierpholoe maryae ingår i släktet Laubierpholoe och familjen Pholoidae.
Artens utbredningsområde är havet kring Nya Zeeland. Inga underarter finns listade i Catalogue of Life.